# Richard L. Heschl
Richard Ladislaus Heschl (Fürstenfeld, Estiria, Austria, 5 de julio de 1824 - Viena, 26 de mayo de 1881), fue un anatomista austríaco.

## Biografía
Heschl estudió en la Universidad de Viena, en la cual recibió su doctorado en 1849. En 1850 se convirtió en primer asistente de Carl von Rokitansky. En 1854 trabajó como profesor de anatomía en el instituto médico quirúrgico de Olomouc, y en 1855 trabajo como profesor de Anatomía Patológica en la Universidad Jaguelónica, ubicada en Cracovia.
En 1861 se convirtió en profesor en el instituto médico-quirúrgico de Graz, en donde posteriormente, en 1863, fue nombrado profesor titular de anatomía. Entre 1864 y 1865 fue rector de la Universidad de Graz, donde fundó un museo patológico-anatómico.
En 1875 se convirtió en profesor titular de anatomía en la Universidad de Viena.
Falleció en Viena (Imperio austrohúngaro), el 26 de mayo de 1881. Después de su muerte, los giros temporales transversos (ubicados en la corteza auditiva primaria) fueron nombrados como  giros de Heschl en su honor.

## Obras Publicadas
- Compendium der allgemeinen und speziellen pathologischen Anatomie, (1855)
- Sectionstechnik, (1859)
- Über die vordere quere Schläfenwindung, (1878)